# Jēkabpils
Ne pas confondre avec Jakobstad en Finlande
Jēkabpils (allemand : Jakobstadt, polonais : Jakubów) est une ville du Sud de la Lettonie, située à mi-chemin entre les deux plus grandes villes du pays, Riga et Daugavpils. Elle a le statut de pilseta et elle se situe dans le Jēkabpils rajons où c’est la ville la plus peuplée. Jēkabpils est traversée par la Daugava.

## Histoire
La localité est signalée en 1237, lorsque l'évêque de Riga autorise la construction, pour l'Ordre de Livonie, du château de Kreuzburg (Cruczeborch), pour mieux contrôler un carrefour devenu important du fait des guerres et des migrations de populations, avec facilités de traversée de la Daugava, et petit centre commercial latgalien.
En 1670, la ville de Jēkabmiesta (Jakobstadt) reçoit l'octroi de Droit de Magdebourg.
En 1764, est construit le premier pont permanent, utilisé par les troupes polonaises en 1772.
En 1861, est ouverte la ligne ferroviaire Riga-Daugavpils.
Vers 1900, fonctionnent diverses entreprises industrielles : instruments de musique, allumettes, moulin à vapeur, brasserie, atelier de typographie. En 1932, est ouverte l'usine de sucre.
En 1962, après la reconstruction du pont, les municipalités de Jekabpils et de Krustpils fusionnent.

## Jumelages
La ville de Jēkabpils est jumelée avec :
- Rokiškis (Lituanie) depuis le 11 mars 2010
- Sokołów Podlaski (Pologne) depuis novembre 1992
- Czerwionka-Leszczyny (Pologne) depuis le 27 juin 2004
- Lida (Biélorussie) depuis 2005
- Melle (Allemagne) depuis le 5 septembre 1998
- Qaraçuxur (Azerbaïdjan) depuis le 16 aout 2012
- Maardu (Estonie) depuis le 16 février 2003
- Myrhorod (Ukraine) depuis le 19 novembre 2014

## Culture et patrimoine

### Tourisme
Dans les plus vieilles parties de la ville, certains bâtiments ont pu être préservés. A Tadenava, près de Jēkabpils, se trouve le musée mémorial du poète Rainis. Entre Nereta et Aknīste se trouve également le musée « Riekstiņi » de Jānis Jaunsudrabiņš. Aux alentours se trouvent également le château de Justine et Dignāja ainsi que le point culminant de la Sélonie: le  « Ormaņkalns » dans les environs de Klauce.
L'arc géodésique de Struve possède une borne de mesure à Jēkabpils.
Le château de Krustpils abrite le Musée d'Histoire de Jēkabpils et Krustpils.

### Personnes liées à la ville
- Aivars Lembergs (1953-), homme politique.
- Ivans Klementjevs (1960-), céiste, champion olympique et du monde.